# (21804) Václavneumann
(21804) Václavneumann ist ein Asteroid des äußeren Hauptgürtels, der am 4. Oktober 1999 von der tschechischen Astronomin Lenka Šarounová an der Sternwarte Ondřejov (IAU-Code 557) auf dem Berg Manda in Ondřejov u Prahy entdeckt wurde.
Der Asteroid gehört zur Hilda-Gruppe, das heißt, er bewegt sich in einer Bahnresonanz von 3:2 mit dem Planeten Jupiter um die Sonne. Namensgeber dieser Gruppe ist der Asteroid (153) Hilda.
Der Asteroid wurde am 26. Mai 2002 nach dem tschechischen Dirigenten, Violin- und Viola-Spieler Václav Neumann (1920–1995) benannt, der als hervorragender Interpret der Werke von Leoš Janáček, Gustav Mahler und Antonín Dvořák sowie der neueren tschechischen Musik (Josef Suk, Bohuslav Martinů u. a.) galt und 1962 Leoš Janáčeks Oper Die Ausflüge des Herrn Brouček erstmals aufnahm.